# 稲積村 (山梨県)
稲積村（いなづみむら）は山梨県中巨摩郡にあった村。現在の中央市の北東端にあたる。

## 地理
- 河川：笛吹川

## 歴史
- 1874年（明治7年）7月 - 巨摩郡井ノ口村・西新居村・中楯村・成島村が合併して稲積村となる。
- 1875年（明治8年）8月 - 稲積村が極楽寺村・乙黒村を合併。
- 1878年（明治11年）7月22日 - 郡区町村編制法の施行により、稲積村が中巨摩郡の所属となる。
- 1889年（明治22年）7月1日 - 町村制の施行により、稲積村が単独で自治体を形成。
- 1955年（昭和30年）3月20日 - 三町村と合併して玉穂村が発足。同日稲積村廃止。

## 交通

### 道路
現在は旧村域を中央自動車道が通過するが、当時は未開通。